# Lapeer County
Lapeer County je okres ve státě Michigan v USA. K roku 2010 zde žilo 88 319 obyvatel. Správním městem okresu je Lapeer. Celková rozloha okresu činí 1 717 km².

## Sousední okresy
| Růžice kompasu | Tuscola County |               | Sanilac County   | Růžice kompasu |
| Růžice kompasu | Genesee County | Sever         | St. Clair County | Růžice kompasu |
| Růžice kompasu | Genesee County | Lapeer County | St. Clair County | Růžice kompasu |
| Růžice kompasu | Genesee County | Jih           | St. Clair County | Růžice kompasu |
| Růžice kompasu | Oakland County |               | Macomb County    | Růžice kompasu |